# Santa Cruz del Islote
Santa Cruz del Islote est une île coralienne de Colombie, faisant partie (avec les îles Tintipán, Boquerón (en), Palma (en), Panda (en), Mangle (en), Ceycén (es), Cabruna (es), Tintipán, Maravilla (es) et Múcura (en)) de l'archipel San Bernardo, dans la mer des Caraïbes, au large de la côte de Sucre. Elle est rattachée juridiquement au département de Bolívar.

## Présentation
L'île compte 485 habitants en novembre 2016 (des publications annoncent 1 247 habitants en comptant les enfants en pension sur le continent). Sa superficie étant de 13 926 m2 (soit un peu plus d'un hectare : 0,01 km2), la densité est donc très élevée (34 826 habitants/km2), ce qui en fait une des îles les plus densément peuplées du monde.
Peuplée par des pêcheurs, il y a 150 ans, l'île compte 90 maisons, une école, un restaurant et deux magasins. Elle ne dispose ni d'hôtels, ni d'eau potable, ni de tout à l'égout. Les habitants sont alimentés en électricité quelques heures  par jour grâce à un générateur et plus récemment des panneaux solaires. La nuit, les habitants vivent dans le noir. L'île se gère elle-même et ne dispose pas de médecin, de police, d’hôpital et de cimetière. Toutefois un point de santé répond aux besoins élémentaires. Pour obtenir de l'eau il faut se déplacer sur l’île voisine de Tintipán et acheter des barils d'eau. 
On peut accéder à l'île par un ferry qui part du port de Santiago de Tolú.

## Économie

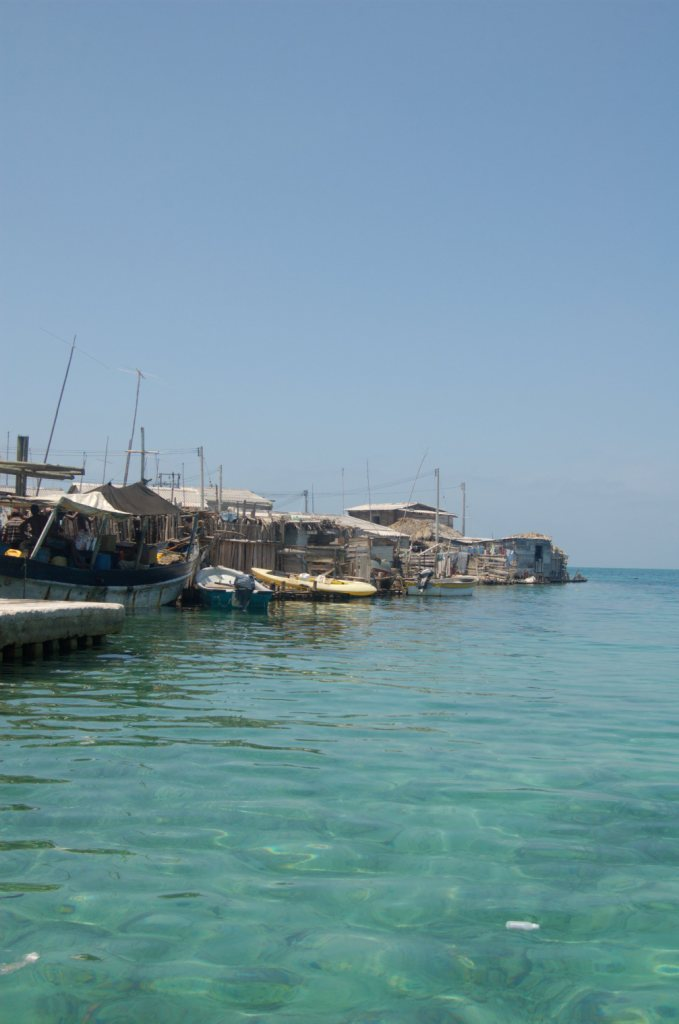
Santa Cruz del Islote.

Une partie des iliens vivent de la pêche qui est l'activité principale, mais la majorité d'entre eux vont travailler sur les îles voisines, plus touristiques, comme Múcura et Tintipán ou à Santiago de Tolú sur le continent,.
Des touristes viennent sur l'île, en voyage organisé du tour de l’archipel San Bernardo, avec des petits bateaux à moteur. Ils restent environ 20 minutes et payent 10 000 pesos (environ 2,30 €). Des petits bassins avec des poissons, requins, et raies, sont disponibles pour permettre aux touristes d'y nager.